# Макрейнольдс, Дэвид
Дэвид Эрнест МакРейнольдс (англ. David Ernest McReynolds; 25 октября 1929, Лос-Анджелес — 17 августа 2018, Нью-Йорк) — американский политический и общественный деятель левого толка, отстаивавший идеи демократического социализма и пацифизма. Участвовал в движениях за гражданские права и против Вьетнамской войны; некоторое время возглавлял Интернационал противников войны. Макрейнольдс дважды был кандидатом в президенты Соединенных Штатов от Социалистической партии США (в 1980 и 2000 годах).

## Биография

### Ранние годы
Родился в Лос-Анджелесе в семье медсестры Элизабет Грейс (Таллон) и подполковника разведки ВВС Чарльза Макрейнольдса. В 1951 году он вступил в Социалистическую партию Америки (СПА), а в 1953 году окончил Калифорнийский университет в Лос-Анджелесе по специальности политология. С 1957 по 1960 год работал в редакции левого журнала Liberation. Был открытым геем, совершив каминаут ещё в 1949 году.

### Антивоенное движение
Макрейнольдс был убеждённым противником войны и воинской обязанности. В Лигу противников войны вступил в 1960 году и пребывал там до 1999 года. В 1965 году он читал лекции на тему «Старые левые и новые левые» в недавно открытом Свободном университете Нью-Йорка.
6 ноября 1965 года он был одним из пяти человек, которые публично сожгли свои призывные карточки на антивоенной демонстрации на Юнион-сквер в Нью-Йорке. Это был один из первых публичных протестов после поправок к закону США от 30 августа 1965 года, считавших такие действия уголовным преступлением, наказуемым лишением свободы на срок до пяти лет. Он стал близким другом Байарда Растина и других выдающихся борцов за мир, а также таких литературных деятелей, как Квентин Крисп.
Макрейнольдс был особенно активен на международном уровне, как в Интернационале противников войны, председателем которого был в период 1986—1988 годов, так и в Международной конфедерации за разоружение и мир, которая в конечном итоге слилась с Международным бюро мира.

### Социалистическая партия США
К 1972 году в Социалистической партии Америки назрел окончательный раскол. Правая фракция Макса Шахтмана преобразовала партию в организацию «Социал-демократы США» большинством голосов на съезде 1972 года. Майкл Харрингтон и «Коалиционная фракция» вскоре вышли из партии, образовав Демократический социалистический организационный комитет (ныне «Демократические социалисты Америки»; ДСА), работавший с целью «перестройки влево» Демократической партии посредством усиления роли профсоюзов и других прогрессивных организаций.
Наименьшая и самая левая из групп внутри СПА — возглавляемая Макрейнольдсом «Фракция Дебса» (англ. Debs Caucus) — создала Союз за демократический социализм; Дэвид Макрейнольдс вышел из рядов Соцпартии ещё в 1970 году, но присоединился к этой организации. В 1973 году, после того как остальные фракции отказались от наименования «Социалистическая партия», СДС провозгласил себя Социалистической партией США (SPUSA). Макрейнольдс длительное время был членом и DSA, и SPUSA.
Основной теоретический вклад Макрейнольдса проистекал из сочетания им пацифистского мировоззрения с приверженностью редистрибутивной социалистической экономике. В политическом плане он был сторонником антиавторитаризма и сотрудничал с различными политическими субъектами демократических левых. Его широко читаемая брошюра «Философия ненасилия» представляет попытку преодолеть противоречия и просчёты, преследовавшие левых в XX веке.

### Участие в выборах
На протяжении своей политической карьеры Макрейнольдс дважды баллотировался в Конгресс от Нижнего Манхэттена и дважды — в президенты. В 1958 году он выдвигался в качестве кандидата от СПА, а затем в 1968 году — от Партии мира и свободы в 19 округе, набрав 4,7 % (3969 голосов).
В 1980 году он был номинирован на пост президента Соединенных Штатов в качестве кандидата Социалистической партии США. Его кандидаткой в вице-президенты была сестра Францисканского ордена Дайан Дрюфенброк. Они получили всего 6994 голосов (0,01 %). По просьбе других социалистов он вновь баллотировался на пост президента как кандидат Соцпартии на президентских выборах 2000 года с Мэри Кэл Холлис в качестве напарницы, получив 5602 голоса. И в 1980, и в 2000 годах Макрейнольдс получил поддержку от локальной партии «Союз свободы» в Вермонте. Макрейнольдс агитировал за повышение минимальных зарплат, введение отпусков, отмену смертной казни, здравоохранение для всех и бесплатное образование.
После выборов 2000 года флоридская газета Palm Beach Post предположила, что 2908 избирателей, «в основном в старых еврейских округах», по ошибке могли проголосовать одновременно и за кандидата Демократической партии Эла Гора, и за Макрейнольдса из-за «вводящего в заблуждение бюллетеня-бабочки», что означало признание голоса недействительным и могло стоить Гору решающих голосов выборщиков от штата.
10 июля 2004 года Макрейнольдс объявил о выдвижении от Партии зелёных на одно из мест от штата Нью-Йорке в Сенате США, проведя антивоенную кампанию против действующего сенатора-демократа Чака Шумера. Макрейнольдс он набрал 36 942 голосов, или 0,5 % от общего числа.

### Последние годы
В январе 2015 года Национальный комитет Социалистической партии США проголосовал за цензурирование предполагаемых расистских комментариев Макрейнольдса, оставленных в социальных сетях в связи с терактом в редакции Charlie Hebdo и убийством Майкла Брауна. Вскоре после этого он покинул ряды партии.
Макрейнольдс оставался политически активен до самой смерти, посещая собрания, выступая с лекциями и интервью, принимая участие в акциях. Его последнее задержание при протесте состоялось в Миссии США при ООН в 2015 году во время акции, призывающей к немедленному ядерному разоружению.
Он был любителем кошек и тропических растений, а также заядлым фотографом: последние три года жизни он потратил на сортировку своей коллекции из более чем 50 тысяч фотографий.
В 2015 году Макрейнольдс поддержал в борьбе за пост президента Соединенных Штатов другого демократического социалиста — сенатора США Берни Сандерса.
Макрейнольдс проживал в Нью-Йорке и умер 17 августа 2018 года в возрасте 88 лет после падения в своём доме.

## Работы
- We Have Been Invaded by the 21st Century. Praeger, 1970.
- "Thinking About Retirement," Nonviolent Activist, March–April 1999.
- "Queer Reflections," New Politics, Vol 12, no. 1 (2008).
- Философия ненасилия  (англ.)
- "David McReynolds Photography"